# Верхнетериберское водохранилище
Верхнетериберское водохранилище — искусственный водоём в Мурманской области России, образованный на реке Териберка в результате строительства Верхнетериберской ГЭС. Площадь — 31,1 км². Объём — 0,452 км³. Площадь водосбора — 1920 км². Спроектировано институтом Ленгидропроект.